# Roemeense staatsgreep 1944

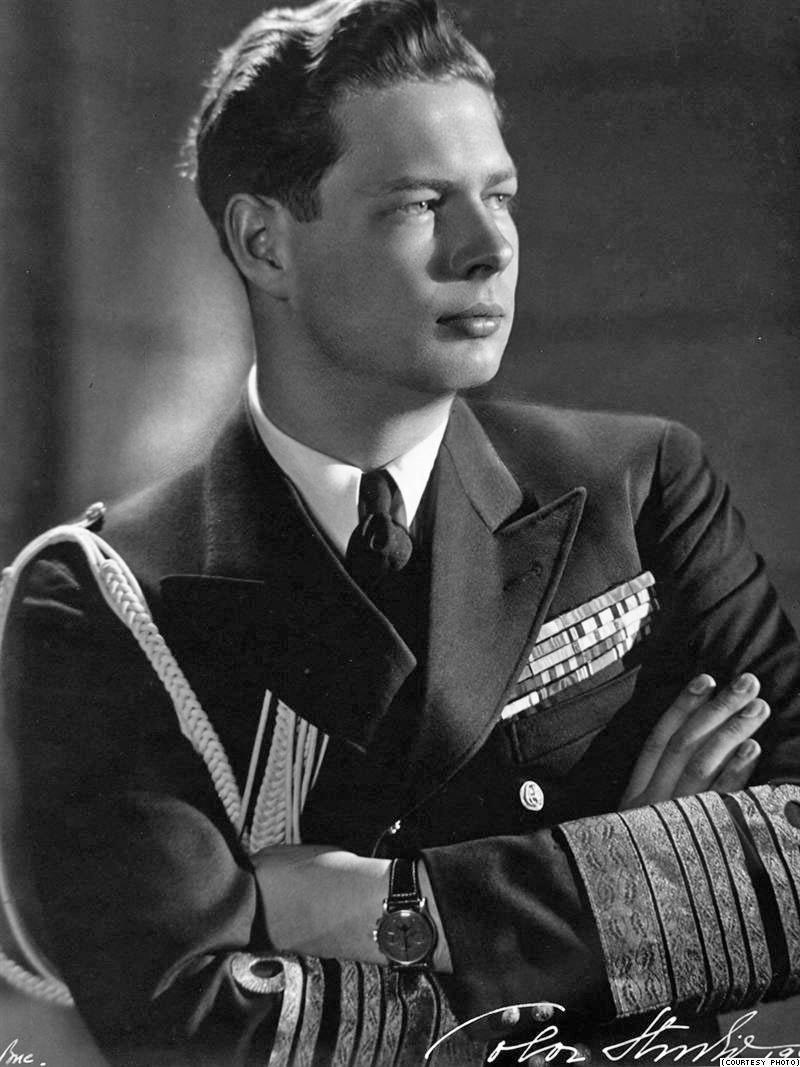
Koning Michaël I van Roemenië (1921-2017), de man die de staatsgreep pleegde

De Roemeense staatsgreep van 23 augustus 1944 was een succesvolle uitgevoerde staatsgreep waarbij er een einde werd gemaakt aan het fascistische bewind van maarschalk Ion Antonescu en Roemenië zich terugtrok uit het As-bondgenootschap.

## Voorgeschiedenis
In juni 1940 zag Roemenië - na een ultimatum - zich gedwongen Bessarabië en Noord-Boekovina af te staan aan de Sovjet-Unie; in augustus van dat jaar moest Roemenië Transsylvanië afstaan aan Hongarije. Wat van het Koninkrijk Roemenië overbleef was een rompstaat, qua omvang gelijk aan de situatie van voor de Eerste Wereldoorlog. Koning Carol II, die sinds de tweede helft van de jaren dertig als dictator regeerde, zag zich gedwongen om generaal Ion Antonescu de opdracht te geven om een regering te vormen. Antonescu, een nationalist en conservatief militair, vormde een regering waarin hij en partijloze ministers de macht deelden met de IJzeren Garde, een fascistische en antisemitische politieke organisatie die tot zijn dood in 1938 werd geleid door Corneliu Zelea Codreanu. De nieuwe leider van de IJzeren Garde, Horia Sima, werd vicepremier onder Antonescu. Onrust onder de bevolking over de territoriale verliezen noopten Carol II om op 6 september 1940 afstand te doen van de troon ten gunste van zijn nog jonge zoon Michaël I (1921-2017). Op 14 september werd de Nationaal Legionaire Staat (machtsdeling militairen en IJzeren Garde) afgekondigd en op 28 november trad Roemenië formeel toe tot het Driemogendhedenpact (bondgenootschap met Nazi-Duitsland, fascistisch Italië en Japan). De IJzeren Garde, die zich schuldig maakte aan straatterreur, plundering van joodse eigendommen en het land in chaos dreigde te stortten, werd in januari 1941 reeds door Antonescu buitenspel gezet en op 23 januari 1941 verklaarde hij het einde van de Nationaal Legionaire Staat. In juni 1941 verklaarde Roemenië de oorlog aan de Sovjet-Unie en nam sinds december van dat jaar deel aan de Duitse krijgsverrichtingen in de USSR. Het voornaamste doel van de Roemeense regering was om Bessarabië en Noord-Boekovina te heroveren. Sinds het einde van het jaar was Roemenië in oorlog met alle geallieerden.

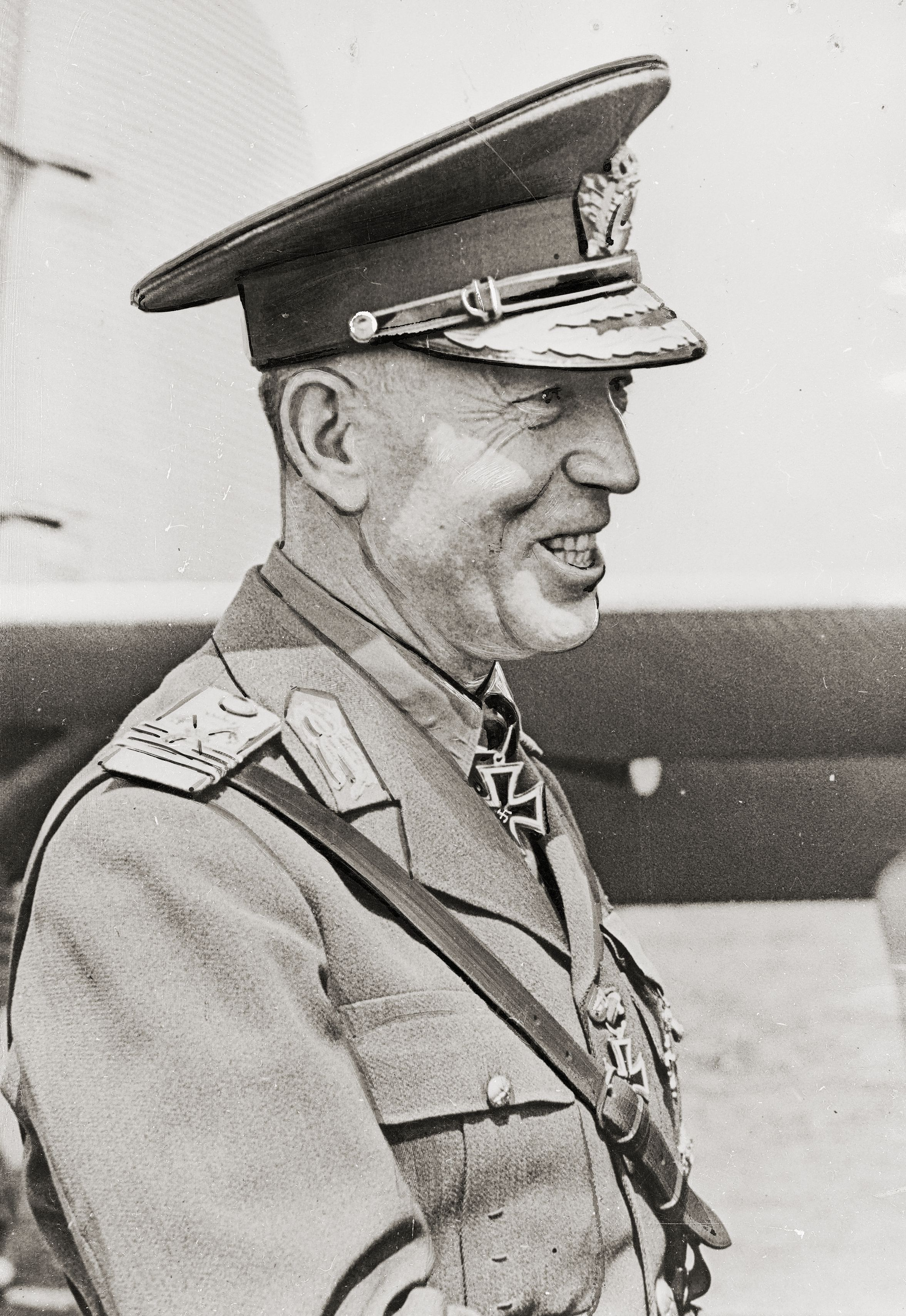
De fascistische dictator, Ion Antonescu (1882-1946)

Roemenië, een belangrijke olieleverancier voor Duitsland, werd met regelmaat gebombardeerd door de geallieerden, waarbij olievelden het voornaamste doelwit waren. In het voorjaar van 1944 werd het duidelijk dat de geallieerden de oorlog zouden winnen en werden er geheime contacten aangeknoopt tussen Roemenië en de geallieerden. Op 20 augustus 1944 begon de Sovjet-Unie een groot offensief in het oosten van Roemenië.

## Staatsgreep
Het initiatief voor de staatsgreep van 23 augustus 1944 ging uit van de (ondergrondse) Roemeense Communistische Partij (PCR). Emil Bodnăraș en Lucrețiu Pătrășcanu, twee vooraanstaande leden van de PCR namen in het voorjaar van 1944 contact op met koning Michaël om een einde te maken aan het bewind van Antonescu. De communisten arrangeerden in nacht van 13 op 14 juni 1944 een geheime bijeenkomst in Boekarest waar naast de vertegenwoordigers van de communistische partij en de vertegenwoordigers van de koning, o.l.v. baron Ioan Mocsony-Stârcea, ook de generaals Gheorghe Mihail, Constantin Sănătescu en Dumitru Dămăceanu bij aanwezig waren. De vertegenwoordigers van de koning stelden voor om in contact te treden met de gezant van Duitsland, Manfred Freiherr von Killinger, en hem het plan voor de vervanging van Antonescu voor te leggen. Terecht merkten de communistische vertegenwoordigers op dat zo'n plan erg naïef was. Zij drongen er op aan dat de koning zelf het initiatief zou nemen door Antonescu af te zetten, een coalitieregering te vormen en een wapenstilstand te sluiten met de geallieerden. Dit plan werd uiteindelijk door alle betrokkenen omarmd en de koninklijke adviseurs wisten Michaël te overtuigen. 
De snelle opmars van het Rode Leger, dat op 20 augustus een grootscheeps offensief was begonnen in Oost-Roemenië, noopten koning en samenzweerders om snel te handelen. Op 23 augustus ontving koning Michaël Antonescu op zijn paleis en probeerde hem te overreden om zo snel mogelijk een wapenstilstand met de geallieerden te sluiten. Toen Antonescu weigerde, liet de koning loyale officieren die in een zijvertrek klaarstonden binnenkomen om Antonescu te arresteren. Antonescu werd aanvankelijk vastgezet in de koninklijke postzegelkluis alvorens hij werd overgebracht naar de gevangenis. In de avond hield de koning een toespraak voor de radio waarin hij de afzetting van Antonescu bekendmaakte en dat een nieuwe regering werd gevormd met als voornaamste doel het sluiten van een wapenstilstand met de geallieerden.

## Nasleep
De nieuwgevormde regering bestond uit leden van de Nationale Boerenpartij, de Nationaal-Liberale Partij, de Roemeense Sociaaldemocratische Partij en de Roemeense Communistische Partij en kwam onder leiding te staan van generaal Sănătescu. Roemenië verklaarde direct de oorlog aan Duitsland (waarna de merkwaardige situatie ontstond dat het land bij drie weken lang zowel met de As-mogendheden als de geallieerden in oorlog was). Duitsland beantwoordde de oorlogsverklaring op 24 augustus met bombardementen op Boekarest. Het Rode Leger rukte steeds verder op, maar daar kwam op 12 september een einde aan omdat op toen een wapenstilstand met de geallieerden werd gesloten. Tot het einde van de Tweede Wereldoorlog vocht het Roemeense leger voortaan zij aan zij met de geallieerden tegen Duitsland.
De communisten zorgden er in maart 1945 voor dat Petru Groza, die de communisten gunstig gezind was, Sănătescu opvolgde als premier. In de daaropvolgende jaren wist de PCR haar macht te vergroten en in december 1947 werd koning Michaël tot aftreden gedwongen en werd het land een volksrepubliek.